# Polná
Polná (tjekkisk udtale: [ˈpolnaː] ) er en by i distriktet Jihlava i regionen Vysočina i Tjekkiet med  omkring 5.200 indbyggere. Den historiske bymidte er velbevaret og er beskyttet ved lov som en urban monumentzone.
Landsbyerne Hrbov, Janovice, Nové Dvory og Skrýšov er administrative dele af Polná.

## Geografi
Polná ligger omkring 13 km  nordøst for Jihlava. Den ligger i de øvre Sázava-bakker. Det højeste punkt i kommunen  er på 681 m over havets overflade. Byen ligger ved sammenløbet af floden  Šlapanka og Ochozský bækken. Området er rigt på fiskedamme. Den største af dem er Peklo, der ligger ved den historiske bykerne.

## Historie

### Middelalderen
Byen blev grundlagt i anden halvdel af det 12. århundrede, og den første skriftlige omtale af Polná fra 1242. På det tidspunkt var der allerede en kirke i Polná, og  blev der bygget et slot oprindeligt kaldt Polmna. Byen ligger på linjen mellem to historiske tjekkiske lande - Bøhmen og Mæhren, derfor blev byen et vigtigt merkantilt og taktisk punkt.
Efter Polnás herrer (senere Polná-Přibyslav)  ejede Lipás herrer byen. Fra halvdelen af det 14. århundrede var Polná ejet af herrene af Pirkenštejn. Under hussitterkrigene herskede den hussitiske adelsmand Hynek Ptáček af Pirkenštejn,  over Polná og købte også den nærliggende by Přibyslav. Victor, søn af kong George af Poděbrady, der skænkede Polná betydelige byrettigheder og våbenskjoldet, fik Polná ved ægteskab med Žofie Ptáčková (datter af Hynek Ptáček).

### 15.-18. århundrede
I det 15. århundrede ejede Trčkas af Lípa byen efterfulgt af Wallensteins, Lords of Hradec og Žejdlic af Šenfeld-familien. I 1623 blev Rudolf Žejdlics ejendom konfiskeret på grund af hans oprør mod kejser Ferdinand 2. Alt godset blev købt af kardinal Franz von Dietrichstein, som ændrede byens privilegier og våbenskjoldet. Polná tilhørte Dietrichsteins ejendom næsten 300 år.
I det 17. århundrede slog et jødisk samfund sig ned i Polná. Det jødiske kvarter blev etableret i 1681.
I 1794 brændte det genopbyggede slot ned og blev aldrig fuldstændig restaureret igen.

### 19. århundrede
I det 19. århundrede var Polná centrum for tjekkisk kultur  og dannede en modvægt til den tysktalende by Jihlava. I halvdelen af det 19. århundrede boede der 6.500 mennesker i Polná, hvilket gjorde den til den tredjestørste by i Vysočina-regionen (efter Jihlava og Třebíč).
I august 1863 fandt en tragedie sted i Polná. En kæmpebrand ødelagde 189 huse, og 456 familier mistede deres hjem. Mange barok- og renæssancehuse blev ødelagt. Mange mennesker flyttede fra byen. Det faktum, at Nordvestbanen blev bygget 6 kilometer væk fra Polná forårsagede endnu en økonomisk tilbagegang i byen. Jernbanen Dobronín–Polná blev bygget i 1903, men siden 1982 har passagertrafikken været nedlagt.
Den mest betydningsfulde hændelse i det 19. århundrede var mordet på den 19-årige Anežka Hrůzová i Březina-skoven. En Polná-jøde, Leopold Hilsner, blev uretmæssigt anklaget for forbrydelsen. Tomáš Garrigue Masaryk, senere Tjekkoslovakiets første præsident, engagerede sig i denne såkaldte Hilsner affæren.

### 20. århundrede
I 1906 blev telefonnettet installeret i Polná. Et kraftværk blev bygget i 1911. Under 2. verdenskrig døde det meste af det jødiske samfund i koncentrationslejre. Kun tre Polná-jøder overlevede krigen.

## Seværdigheder
Polná Slot blev bygget i slutningen af det 12. eller begyndelsen af det 13. århundrede og er blandt de ældste aristokratiske slotte i landet. Det blev ombygget til et stort gotisk slot. Under grev Viktorins styre i 1479–1486 blev borgvolden udvidet, og Peklo Dam ved siden af slottet blev anlagt. Efter en brand i 1584 blev slottet rekonstrueret og delvist omdannet til et renæssanceslot. Under Trediveårskrigen blev den beskadiget af den svenske hær. Efter en stor brand i 1794 blev nogle dele af den ikke restaureret. I 1922-1926 blev det øde kompleks delvist rekonstrueret, og museumsudstillinger blev flyttet hertil. I 1953 blev det en ejendom i byen. I dag huser komplekset Bymuseet, en folkeskole eller et kulturcenter.
Husovo-pladsen udgør centrum af byen. På pladsen ligger "Kaplanka"-bygningen, den barokke treenighedssøjle og "Hastrmanka"-springvandet, i daglig tale kaldet "Vodník" (vandsprøjt).
Jomfru Marias himmelfartskirke på Husovo-pladsen er Polnás vigtigste vartegn. Den blev bygget mellem 1700 og 1707. Arkitekt  på projektet var den italienske bygmester Domenico D'Angeli. Inde i kirken er der en rig og værdifuld stuk og freskodekoration, eller et orgel af Jan David Sieber (det største bevarede orgel i landet fremstillet i  Tjekkoslovakiet). Tårnet blev ødelagt af branden i 1863 og genopbygget i 1894. Det er 64 meter  højt.
Sankt Catherinekirken er en kirkegårdskirke, bygget i 1378-1389 af herrerne i Pirkenštejn. I 1906-1910 blev der opdaget fragmenter af vægfresker fra det 15. og 16. århundrede.
Det jødiske samfund mindes ved den tidligere synagoge og den jødiske kirkegård, begge grundlagt i slutningen af det 17. århundrede. I dag huser synagogen det regionale museum for jødisk kultur.
Klešter er en dal med en gammel handelssti fra Mæhren til Bøhmen. Den er et unikt teknisk monument fra middelalderen. Cirka 150 meter  af dalen er bevaret.